# Beiaardconcert
Een beiaardconcert is een concert gespeeld op een beiaard. 

## België
De meeste steden organiseren tijdens de zomermaanden beiaardconcerten. Meestal in de vooravond of tijdens het weekend als de binnenstad autoluw is, of soms ook daarvoor verkeersvrij wordt gemaakt. Ook worden binnentuinen, schoolspeelplaatsen of andere rustige plaatsen in de buurt speciaal daarvoor gereserveerd. Vaak treden de stadsbeiaardiers bij elkaar op in een soort uitwissellingsronde. Zo onder meer in Sint-Truiden, Hasselt, Lier, Zoutleeuw, Geraardsbergen, Ieper, Herentals en Turnhout.
Dit staat los van het vaak "wekelijks" concert dat in vele steden door de eigen beiaardier wordt verzorgd, vaak op marktdag.

### Antwerpen
Vroeger werd elke maandagavond in Antwerpen tijdens het zomerseizoen een beiaardconcert gehouden. 
Momenteel vinden de concerten plaats vanuit de Onze-Lieve-Vrouwekathedraal:
- gans het jaar op maandag, woensdag en vrijdag van 12.00 tot 13.00u
- van 1 mei tot 30 september op zondagnamiddag van 15.00 tot 16.00u
- van 5 juli tot 6 september op maandagavond van 20.00 tot 21.00u

### Brugge
De beiaardconcerten in Brugge vinden plaats vanuit het belfort. Het jaar door zijn er bespelingen op woensdag, zaterdag en zondag van 11.00u tot 12.00u. Tijdens het zomerseizoen (15 juni tot 15 september) zijn er avondconcerten op maandag en woensdag van 21.00u tot 22.00u.concerten. De luisterplaats is de binnenkoer van de Hallen. Wim Berteloot is de stadsbeiaardier sinds 2017, als opvolger van Frank Deleu.

### Mechelen
Vanaf begin 1892 vinden wekelijks beiaardconcerten plaats van op de Sint-Romboutstoren te Mechelen. Deze concerten werden geïnitieerd door Jef Denyn, de toenmalige directeur van de Koninklijke Beiaardschool. De concerten vinden nog steeds plaats:
- gans het jaar door op zaterdag en maandag: om 11.30u en zondag: om 15.00u
- van juni tot half september: elke maandag om 20.30u.

## Samenspelen met andere instrumenten
Het is erg moeilijk om met de beiaard andere instrumenten te laten samen spelen. De bespeler van de beiaard zit meestal hoog in de toren, terwijl eventuele andere instrumenten onder aan de toren moeten staan, of boven op de torenkrans, waardoor de beiaardier en de overige muzikanten elkaar niet kunnen zien (of zelfs horen). Toch zorgde Wim Brioen voor een primeur: als gitarist concerteerde hij met de (kleine) beiaard van het Hof van Busleyden in Mechelen.
Op de taptoe van Woerden werd weleens een gezamenlijk stuk met de beiaard gespeeld, maar dit was uiteraard geen heel concert.
In Mechelen wordt er jaarlijks enkele stukken opgevoerd waar ook klaroenen aan te pas komen. Ook experimenteerde daar reeds eerder met beiaardstukken voor vier handen.
In Brugge zijn er tijdens het zomerseizoen ook "Beiaard+" concerten waarbij de beiaard andere musici begeleidt: in 2010 was dat met Wim Mertens; in 2010 met Raymond van het Groenewoud. 
Samenspel kan echter wel met een mobiele beiaard. Zo concerteerden in het verleden reeds meermaals een beiaard samen met een symfonisch orkest of brass band en koor op het Vlaams Nationaal Zangfeest.